# 忠臣蔵 (1996年のテレビドラマ)
『忠臣蔵』（ちゅうしんぐら）は、1996年（平成8年）10月9日～12月18日にフジテレビ系列で毎週水曜日20時から放映された東映制作の時代劇。
北大路欣也主演。全10回。元禄赤穂事件を脚色して描いた、時代劇の定番・忠臣蔵作品のひとつ。

## 概要
浅野内匠頭の勅使饗応役就任から、大石内蔵助たちによる吉良邸討入の顛末までを描く。
1980年代以後、忠臣蔵の映像化の際には大胆な新解釈を含める傾向が強まったが、それら新解釈を含んだ作品群が必ずしも好評とは言えなかった状況も鑑み、当作は改めて定番としての忠臣蔵を世に問う形で制作された。
主演に決まった北大路の要望もあって、5年前に定番の忠臣蔵作品として好評を博した『忠臣蔵』（1991・フジ系）を執筆した古田求が全10回の脚本を単独執筆。内蔵助から浪士たちの思いを後世に伝えるよう命じられ、浪士たちの死後も生き続けた寺坂吉右衛門の回想・語りによって物語が綴られる形式となっている。
先述通り、殊更に新解釈は盛り込まれておらず、内蔵助たち浪士を中心に綴っていくオーソドックスな「忠臣蔵」に徹したシリーズとして知られる。内容面では1991年単発版の連続版となった。本作も概ね好評を博したことなどから、更に『忠臣蔵〜決断の時』（2003年）、『忠臣蔵』（2004年）が同じ古田脚本で制作された。
放映自体は全9回だったが、最終回前の12月14日（討入記念日）に関連の単発番組が放映され、それまでの放送分8回の総集編と、新エピソードとして、“刃傷松の廊下”の7年前に起き、物語の前章にあたる堀部安兵衛（世良公則／清水一学とはかつての友人という設定）のエピソード「決闘高田馬場」が放映（安兵衛の回想の形で進む）されている。その事もあって、本作は安兵衛の魅力も際立つ仕上がりとなった。
当時、まだ一線級ではなかった山本耕史（役は矢頭右衛門七）、内野聖陽（岡野金右衛門）、中村獅童（上野介の子・上杉綱憲）も出演して懸命な演技を披露している。
ソフト版発売としては、1997年12月、先述の関連番組から抜き出された「決闘高田馬場」も収録され、全10回としてVHS版全5巻が発売された。（単巻レンタルも同時開始）。VHS版廃盤以降は、DVD版等光ディスクソフトへの移行・再発売が行われていないため、本作の視聴は困難となっていたが、CS放送・時代劇専門チャンネルで全10回版として2007年12月に再放送された。その後も、CS同局にて数回再放送されており、2024年にも再放送が予定されている。

## キャスト
- 大石内蔵助…北大路欣也[1]
- 脇坂淡路守…渡辺謙[2]
- 浅野内匠頭…緒形直人
- 堀部安兵衛…世良公則
- 阿久里（瑤泉院）…麻乃佳世
- 清水一学…隆大介
- なみ（矢頭右衛門七の母）…音無美紀子
- 袖（堀部安兵衛の妻）…水島かおり
- 小山田庄左衛門…萩原流行
- 赤垣源蔵…勝野洋
- 大高源五…平田満
- 武林唯七…三浦浩一
- 片岡源五右衛門…本田博太郎
- 岡島八十右衛門…田中隆三
- 矢頭右衛門七…山本耕史
- 不破数右衛門…渡辺哲
- 吉田忠左衛門…神山繁[3][4]
- 堀部弥兵衛…根上淳
- 小野寺十内…大出俊
- 奥田孫太夫…河原崎建三
- 富森助右衛門…木村元
- 磯貝十郎左衛門…鷲生功
- 前原伊助…篠塚勝
- 岡野金右衛門…内野聖陽
- 神崎与五郎…石田登星
- 大石主税…竜小太郎
- 原惣右衛門…和崎俊哉
- 橋本平左衛門…東根作寿英
- 勝田新左衛門…丹羽貞仁
- 潮田又之丞…佐野圭亮
- 内田三郎右衛門…西田健
- 高田郡兵衛…伊東貴明
- 間瀬孫九郎…若菜孝史
- 杉野十平次…渕野俊太
- 山吉新八郎…崎津隆介
- 島…池上季実子
- 上杉綱憲…中村獅童
- 藤井又左衛門…御木本伸介
- 松原多仲…津村鷹志
- 艶…大路恵美
- 杉…小林綾子
- 平兵衛…平泉成[5]
- 牟岐平右衛門…原康義
- 梶川与惣兵衛…小沢象
- 与三…山西道広
- 伊達左京亮…若松俊秀
- 佐吉…中本賢
- 初…有沢妃呂子
- 夕霧大夫…樋口しげり
- 内藤淳一郎…白井滋郎
- 久兵衛…須賀不二男
- 栗崎道有…北見唯一
- 田村右京大夫…芝本正
- 大久保権右衛門…楠年明
- 浅野大学…新井昌和
- 安井彦右衛門…重松収
- 新貝弥七…藤澤慎介
- 大石瀬左衛門…伊集院八朗
- 三村次郎左衛門…青木哲也
- 近松勘六…諸鍛冶裕太
- 横川勘平…吉田輝生
- 早水藤左衛門…小坂和之
- 萱野三平…芹川周市
- 田中貞四郎…林健太郎
- 大野九郎兵衛…織本順吉
- 半助…岡本信人
- 小林平八郎…誠直也
- 村上庄兵衛…浜田晃
- 村上三郎右衛門…黒田隆哉
- 戸田権左衛門…真田健一郎
- 大石クマ…南美江
- 大石吉千代…市村貴俊
- 大石くう…黒目瑠美
- 大石るり…前田萌絵
- 梅…佐藤恵利
- 間十次郎…中嶋俊一
- 徳川綱吉…大木晤郎
- 矢頭長助…清水綋治
- 清兵衛…三波豊和
- つる…和泉ちぬ
- 多門伝八郎…岡本富士太
- 柳沢出羽守…津嘉山正種
- 宝井其角…仲谷昇
- 塩山伊左衛門…左とん平
- まき…左時枝
- 村上喜剣…佐藤B作
- 畳屋 文吉…江戸家猫八 [6]
- 菅野六郎右衛門…竜雷太
- 千坂兵部…石橋蓮司
- 寺坂吉右衛門(ナレーション)…寺尾聰
- 浮橋大夫…多岐川裕美
- りく…梶芽衣子
- 大竹重兵衛…伊東四朗
- 土屋主税…中村梅之助[7][8]
- 垣見五郎兵衛…藤田まこと
- 天野屋利兵衛 …丹波哲郎[9]
- 吉良上野介…平幹二朗[10]

## スタッフ
- 企画:能村庸一
- 脚本:古田求
- 監督:斎藤光正、上杉尚祺、鈴木秀雄、原田雄一
- 音楽:渡辺俊幸
- 技斗:菅原俊夫
- 助監督:橋本一
- 現像・テレシネ:IMAGICA
- プロデューサー補:塚田英明
- プロデューサー:加藤貢、上阪久和、西淵憲司、塚田英明
- 製作:フジテレビ、東映

## 放映リスト（サブタイトルリスト）
1. 元禄最大の事件　（1996年10月9日）90分スペシャル
2. 刃傷松の廊下　（1996年10月16日）
3. 赤穂城激震　（1996年10月30日）
4. 城明け渡し　（1996年11月6日）
5. 南部坂の誓い　（1996年11月13日）
6. 決闘高田馬場（1996年12月14日）放送当時は特番扱い
7. 山科の別れ　（1996年11月27日）
8. 大石東下り　（1996年12月4日）
9. 討入り近し　（1996年12月11日）
10. 吉良邸討入り　（1996年12月18日）　2時間スペシャル

## 内容等
オリジナル版ともいえる1991年単発版（本編約182分）に比較して、本編時間が倍以上確保できるため（当1996年版・本編総計約501分）、各エピソードが膨らませられた他、大石の最初の江戸訪問、また先述の安兵衛の若き日の逸話、勝田新左衛門、小山田庄左衛門、橋本平左衛門、高田郡兵衛それぞれの逸話などが加筆されている。
赤穂浪士に対抗する立場の上杉家江戸家老として、本作では千坂兵部が登場している。赤穂浪士の仇討を警戒した上杉家主導の“吉良邸防衛作戦”は、前作でも描かれていたが、本作では作戦の司令塔は千坂、本作で新たに登場した小林平八郎が千坂の配下として吉良家に派遣され、平八郎が清水一学たちを勧誘して、上野介の警護団を組織する設定となり、平八郎の千坂への忠誠心や、平八郎と一学の交流も描かれて、あくまでも赤穂方のドラマが中心ではありながらも、吉良方のドラマも厚みを増すことになった。以上の加筆部分については、同じ脚本を用いた2003年作品、2004年作品でも基本的にそのまま生かされており、本編時間上からも、この1996年版の脚本が後発2作の基本となっていったと思われる。